# Hymedesmia jecusculum
Hymedesmia jecusculum är en svampdjursart som först beskrevs av James Scott Bowerbank 1866.  Hymedesmia jecusculum ingår i släktet Hymedesmia och familjen Hymedesmiidae. Inga underarter finns listade i Catalogue of Life.